# Арон Гуннарссон
А́рон Э́йнар Гу́ннарссон, А́рон Э́йнар Гю́ннарссон (исл. Aron Einar Gunnarsson; 22 апреля 1989, Акюрейри) — исландский футболист, полузащитник национальной сборной Исландии и катарской «Аль-Гарафы».

## Карьера
Арон Эйнар родом из спортивной семьи, его отец Гуннар Мальмквист Гуннарсон и брат Артноур Тоур Гуннарсон известны как гандболисты, а сводный брат Атли Маур Рунарссон — как футболист. Он начал свою спортивную карьеру в качестве гандболиста: в 15 лет он дебютировал в составе «Тоура» в чемпионате Исландии, став одним из самых молодых его дебютантов за всё время. В 15—16 лет он одновременно вызывался юношеские сборные страны и по гандболу, и по футболу, но в итоге в этом возрасте решил окончательно сосредоточиться на футболе.
Дебют Арона во взрослом футболе состоялся также в 2005 году в футбольной секции клуба «Тоур». Уже в 2006 году он перешёл в голландский АЗ. Его дебют состоялся в сезоне 2007/08. В июне 2008 года перешёл в «Ковентри Сити». Здесь он прославился своим длинным вбрасыванием, что, видимо, является результатом его юношеской карьеры в гандболе.
8 июля 2011 года Арон согласовал трёхлетний контракт с «Кардифф Сити», за который выступал на протяжении значительной части своей карьеры. В 2019 году перебрался в Лигу звёзд Катара, подписав соглашение с «Аль-Араби».
Летом 2024 года провёл шесть матчей за «Тоур». 29 сентября подписал контракт с «Аль-Гарафой» из Эр-Райяна. Дебютировал за клуб 1 октября в матче Элитной лиги чемпионов против действовавшего победителя турнира — эмиратского «Аль-Айна». Игра завершилась со счётом 4:2 в пользу «Аль-Гарафы». Однако из-за лимита на легионеров в Лиге звёзд Арон Эйнар сыграл за весь сезон только шесть матчей в Лиге чемпионов и четыре в главном кубковом соревновании страны — Кубке эмира.
Свой дебют за сборную Арон совершил в товарищеском матче против сборной Беларуси 2 февраля 2008 года. В течение многих лет, включая выступления на чемпионате Европы и чемпионате мира, носил в национальной команде капитанскую повязку.

## Достижения
- Финалист Кубка Футбольной лиги: 2012
- Победитель Чемпионшипа: 2013
- Вице-чемпион Чемпионшипа: 2018
- Финалист Кубка эмира: 2020
- Финалист Кубка звёзд Катара (2): 2020, 2024
- Обладатель Кубка Футбольной ассоциации Катара: 2022
- Вице-чемпион Катара: 2023
- Обладатель Кубка эмира (2): 2023, 2025